# Orgeln in Övertorneå und Hedenäset
Die Orgeln in Övertorneå und Hedenäset sind zwei Teile einer Renaissanceorgel aus dem frühen 17. Jahrhundert in Nordschweden. Sie sind die ältesten erhaltenen Orgeln des Landes. Repliken des Originalinstruments befinden sich am ursprünglichen Standort in der Deutschen Kirche in Stockholm und in Norrfjärden.

## Ursprüngliche Orgeln
Deutsche Kirche Stockholm
1608 und 1609 baute der deutsche Orgelbauer Paul Müller eine Orgel für die Deutsche Kirche in Stockholm mit zwei Manualen und 21 Registern. Den Prospekt schuf der Bildschnitzer Mårten Redtmer. 1621/1622 baute Peer Johnsson (Jönsson) ein Rückpositiv ein und entfernte das Brustwerk. Bis 1651 fanden weitere Umbauten statt. 1684 beschrieb der Organist Gustav Düben die Orgel mit der damaligen Disposition. Danach fanden weitere Arbeiten statt. 1777 verkaufte die Gemeinde das Instrument nach Nordschweden.
 Övertorneå 

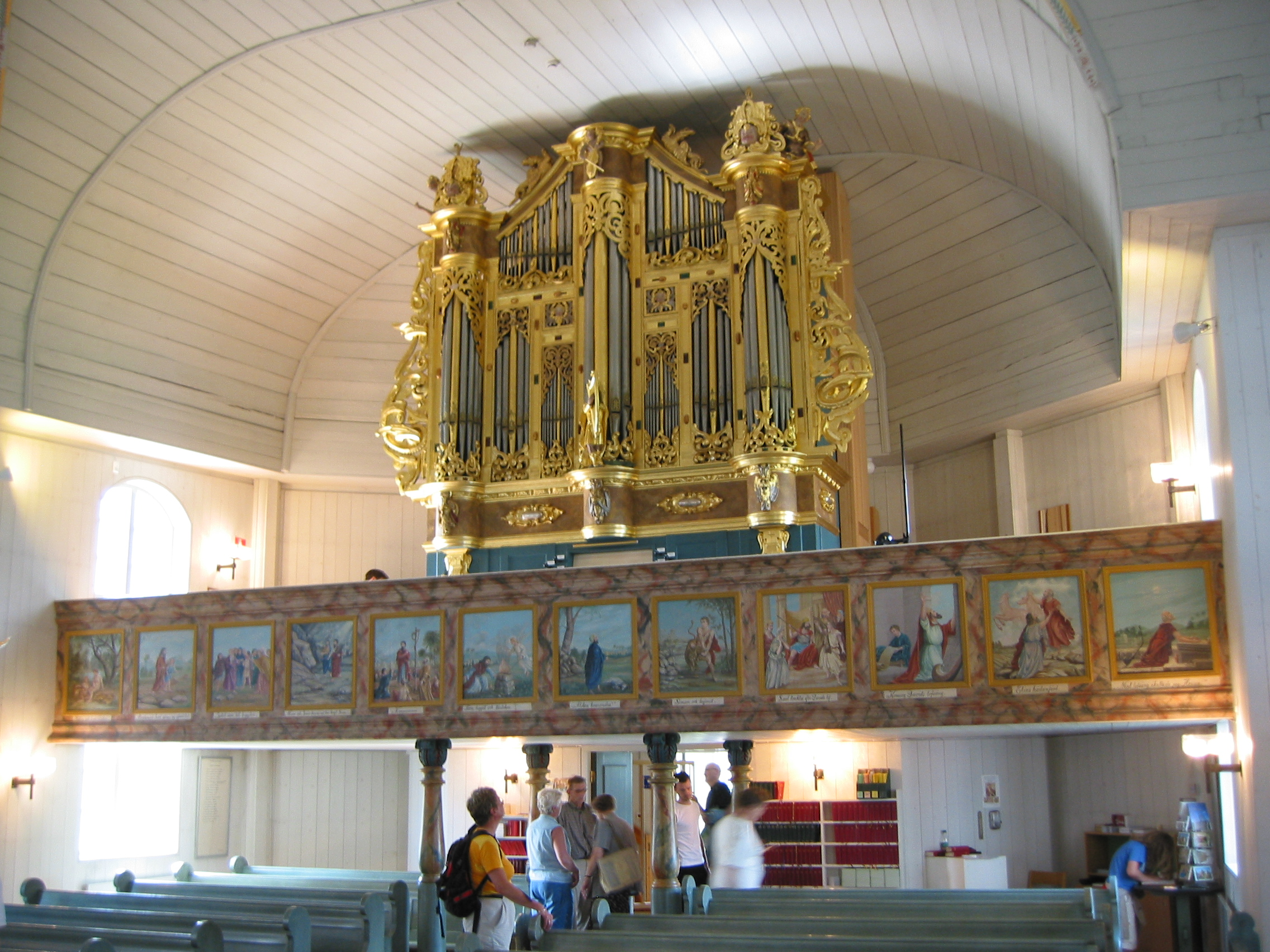
Orgel in Övertorneå

1779/1780 wurden in der Dorfkirche in Övertorneå an der finnischen Grenze das Haupt- und das Oberwerk dieser Orgel von Orgelbauer Svahlberg aufgebaut. Das Pedalwerk fehlte. 1933 wurden dieses Instrument durch ein neues ersetzt, blieb aber an seinem Platz. 1971 wurde es durch die Firma Grönlund restauriert und wieder in Benutzung genommen, ein Pedalwerk wurde ergänzt. Die neuere Orgel wurde entfernt.
1998/1999 fanden erneut Restaurierungsarbeiten im Rahmen des Projekts Övertorneå 1991–1999 durch Grönlund statt, das Pedalwerk wurde nach den historischen Aufzeichnungen von 1684 rekonstruiert.
Die Disposition lautet wie folgt:
| I Hauptwerck C–c3 |     |         |  |
| Quintadena        | 16′ |         |  |
| Principal         | 8′  |         |  |
| Flachflöjt        | 8′  |         |  |
| Gedackt           | 8′  |         |  |
| Octava            | 4′  |         |  |
| Spitzflöt         | 4′  |         |  |
| Quinta            | 3′  | (2 ⁄3′) |  |
| Octava            | 2′  |         |  |
| Mixtur III        |     |         |  |
| Cymbel II         |     | (neu)   |  |
| Trompet           | 8′  | (neu)   |  |

| II Oberwerck C–c3 |    |                   |
| Gedackt           | 8′ |                   |
| Octava            | 4′ |                   |
| Quinta            | 3′ | (2 ⁄3′)           |
| Octava            | 2′ |                   |
| Octava            | 1′ | (urspr. Mixtur I) |
| Scharf II         |    |                   |
| Vox Humana        | 8′ | (neu)             |

| Pedal C–d1     |     |       |
| Unter Bass     | 16′ | (neu) |
| Gedackter Bass | 8′  | (neu) |
| Octava Bass    | 4′  | (neu) |
| Posaunen Bass  | 16′ | (neu) |
| Trommeten Bass | 8′  | (neu) |
| Dulsian Bass   | 8′  | (neu) |
| Corneten Bass  | 4′  | (neu) |

- Koppeln: II/I, I/P
- Fågelsång (Vogelsang) (neu)
- Stimmung:
  - a¹=467 Hz
  - Werckmeister III

Hedenäset
1779/1780 wurde im benachbarten Ort Hedenäset (finnisch Hietaniemi) das Rückpositiv von 1622 als eigenständiges Instrument aufgebaut. 1984 wurde dieses von Grönlund restauriert und ein zweistimmiges Pedalwerk ergänzt. Bei einem Kirchenbrand im Frühjahr 2024 wurde das Instrument zerstört.

## Repliken
Deutsche Kirche Stockholm

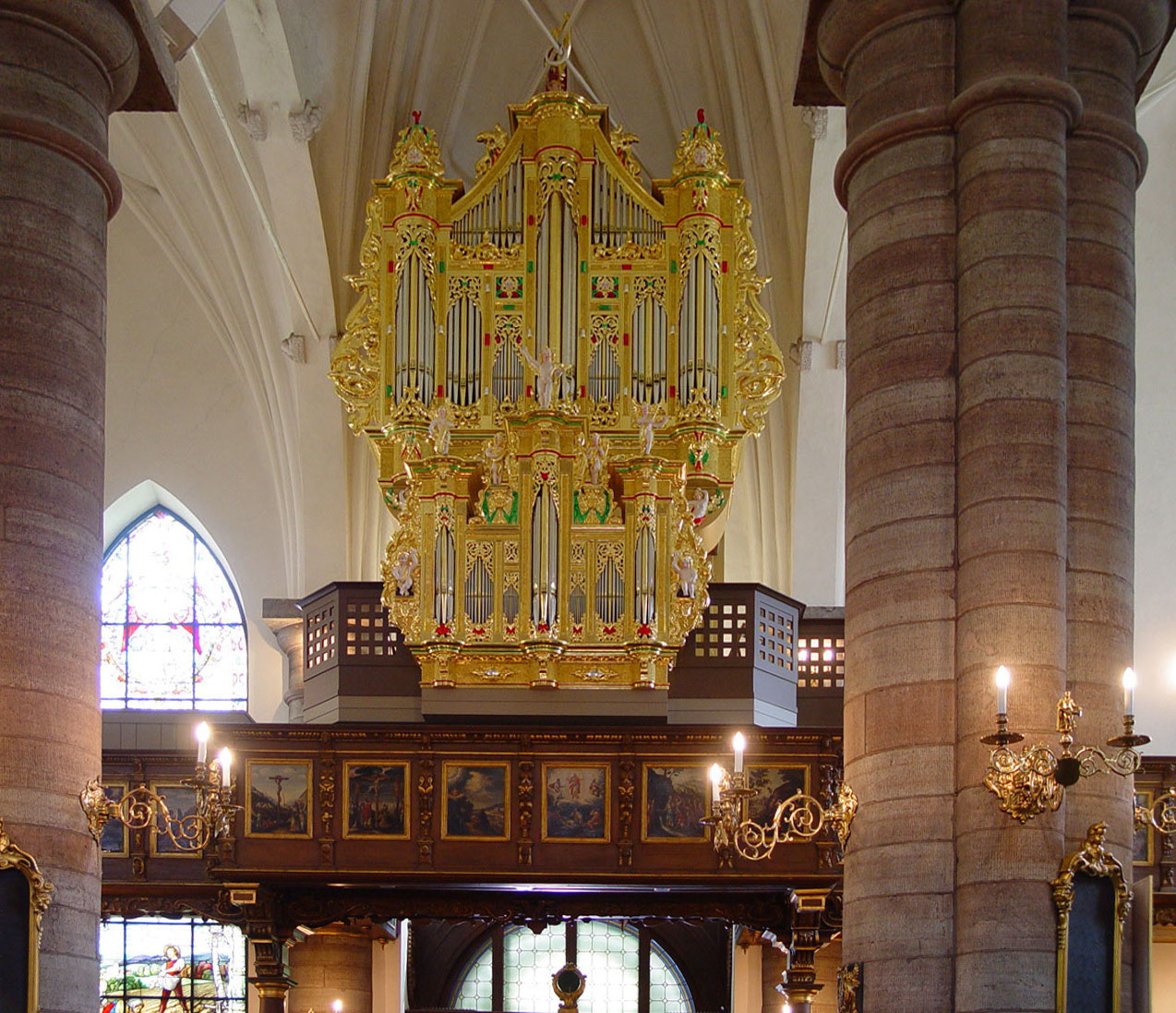
Replik in Deutscher Kirche in Stockholm

2004 wurde eine Replik der ursprünglichen Orgel in der Deutschen Kirche in Stockholm nach den Aufzeichnungen von Gustav Düben von 1684 durch die Orgelbaufirma Grönlund rekonstruiert. Diese wird heute als Düben-Orgel bezeichnet.
Sie hat 36 Register und zwei Effektregister auf drei Manualwerken und Pedal. Die Orgel ist mitteltönig gestimmt mit Kammerton a1 = 467 Hz.
Die Disposition lautet wie folgt:
| I Hauptwerck CDEF–c3 |     |
| Principal            | 8′  |
| Quintadena           | 16′ |
| Gro: Spiel flöte     | 8′  |
| Gedacte              | 8′  |
| Octava               | 4′  |
| Spitz flött          | 4′  |
| Quinta II            | 3′  |
| Super Octava II      | 3′  |
| Mixtur VI            |     |
| Dussanen             | 16′ |
| Trommeten            | 8′  |

| II Oberwerck CDEF–c3 |       |
| Quintadena           | 8′    |
| Zap: flöite          | 4′    |
| Nassat               | 3′    |
| Octava               | 2′    |
| Spitz Quinte         | 1 ⁄2′ |
| Zimball II           |       |
| Schallmeijen         | 8′    |

| III Rückpositieff CDEF–c3 |     |
| Principal                 | 4′  |
| Flött                     | 8′  |
| Flött                     | 4′  |
| Octava                    | 2′  |
| Waltpfeiffen              | 2′  |
| Sexquealtra II            |     |
| Cimball III               |     |
| Dulcian                   | 16′ |
| Krumbhorn                 | 8′  |
| Geigen Regall             | 4′  |

| III Brustwerck CDEF–c3 |    |
| Starck Regal           | 8′ |

| Pedal CDEF–d1  |     |
| Under Bass     | 16′ |
| Gedacter Bass  | 8′  |
| Octava Bass    | 4′  |
| Posaunen Bass  | 16′ |
| Trommeten Bass | 8′  |
| Dulcian Bass   | 8′  |
| Corneten Bass  | 4′  |
| Tremulandt     |     |

- Koppeln: RP/P, HW/P, OW/HW
- Effektregister: Vogell Gesang, Zimbelstern

Norrfjärden
Bereits 1997 war eine erste Replik im Ort Norrfjärden im Rahmen des Projekts Övertorneå 1991–1999 unter Beratung von Hans-Ola Ericsson von der Technischen Universität Luleå durch die Orgelbaufirma Grönlund geschaffen worden.